# Andrew Marveggio
Andrew Marveggio (* 22. April 1992 in Adelaide) ist ein australisch-italienischer Fußballspieler.

## Vereinskarriere
Andrew Marveggio begann seine Karriere in der Jugendmannschaft seines Heimatclubs Adelaide City. Nach seinen Stationen in den Niederlanden bei Telstar und Fortuna Sittard wechselte der defensive Mittelfeldspieler im Sommer 2016 in die Regionalliga Nord. Später folgte er Cheftrainer Mario Block vom FC Strausberg zum VfV 06 Hildesheim. Nach der Saison 2016/17 und dem Erreichen des Klassenerhalts verließ Marveggio den Verein und ging zur TSG Neustrelitz, danach stand er bei Vereinen in Serbien und Montenegro, sowie in Bangladesch unter Vertrag. Seit Januar 2024 spielt er für Adelaide Olympic FC in Australien.